# Вдячність
Вдя́чність — це почуття визнання отриманого нами добра, наприклад, уваги, добродійства або послуги, а також різні способи виявлення цього почуття на ділі. Наприклад, офіційні заходи оголошення вдячності.
Вдячність — складне відчуття, що виникає на базі емоційної та раціональної оцінки того, що відбувається.
У соціальних стосунках, вдячність є одним із ключових механізмів побудови міжособових стосунків.
У лінгвістиці вираз вдячності розглядається як особливий мовний жанр (стійкі композиційні та стилістичні особливості висловлювань на дану тему).
Вдячність може мати різні характеристики:
- пряма та посередня вдячність;
- ритуальна (етикетна) й емоційна (особисто значуща);
- вмотивована та невмотивована;
- вербальна та невербальна;
- вдячність людям чи вищій силі.

## Протилежність
Розуміння подяки та вдячності ілюструється з протилежного боку — відсутності як такої вдячності та наявній асоціальній поведінці, вкрай до явного вираженого антисоціального розладу особистості та нарцистичної поведінки. У побутовому розумінні — невдячна людина — це людина переважно суха, нечутлива (без емпатії), що, хоча й визнає зроблене їй добро, але легко й швидко забуває те почуття полегшення, чи навіть радості, що зародилося. Було б марно чекати вдячности від морально-невиробленої, морально-нерозвиненої людини, що базує все своє життя на розрахунках матеріальної користі: для таких людей інші люди — тільки засоби для осягнення тієї чи іншої цілі, і віддячувати добром на добро вони можуть тільки тоді, коли цей їхній вияв вдячності не загрожує їм ніякою втратою, а навпаки може принести їм ще й якусь користь. У деякої категорії цих морально недорозвинених людей моральна чи навіть матеріальна допомога зроджує не вдячність, а, навпаки, недовір'я, підозріння… або непомірковано високу оцінку власної особи; вони не здатні повірити, що інші можуть мати шляхетні почування, яких вони самі не мають. В кожній виявленій до них прихильності вони вбачають якийсь прихований розрахунок, бажання їх піддурити, чи якось принизити. Такі люди, якщо й віддячуються, то тільки з розрахунком одержати якусь нову вигоду. Людина ж морально розвинена робить добро задля самого добра, без жодного розрахунку, і коли одержує сама якесь добро, любить в своєму доброчинцеві ту його прихильність, та любов, що спонукала його допомогти їй. У вдячності такої людини нема жодного розрахунку, жодної надії одержати якусь подальшу допомогу, але тільки бажання відповісти любов'ю на любов, — навіть не бажання розквитуватися, не бути більше комусь чимсь винним, а власне відповісти любов'ю на любов. Така вдячність, як кожна форма любові, зроджує радість і задоволення, вона — світло душі. Людина, що духово доросла до такої вдячности, радіє з того, що може бути вдячна.